# Neville Lederle
Neville Lederle (* 25. September 1938 in Theunissen, Winburg, Oranje-Freistaat; † 17. Mai 2019) war ein südafrikanischer Autorennfahrer.

## Karriere
Als Neville Lederle bei seinem ersten internationalen Rennen, dem Großen Preis von Südafrika 1962, mit einem Lotus 18 als Sechster gleich einen ersten Punkt für die Automobil-Weltmeisterschaft einfuhr, schien eine große Karriere im Motorsport möglich. Dieser Erfolg sollte jedoch der einzige bleiben.
1963 feierte er in der südafrikanischen Formel-1-Meisterschaft einige Siege mit einem Lotus 21, ehe er nach einem Beinbruch, den er sich beim Training zum Rand-9-Stunden-Rennen zugezogen hatte, für ein Jahr pausieren musste. Obwohl er von seiner Verletzung wieder vollständig genesen konnte, zog er sich vom Rennsport zurück, um sich unternehmerischer Tätigkeit zu widmen. Unter anderem eröffnete er eine Volkswagen-Werkstatt.
Noch zweimal tauchte er auf den Rennstrecken auf, als er 1964 mit dem in die Jahre gekommenen Lotus 21 beim Rand Grand Prix an den Start ging und 1965 erfolglos versuchte, sich erneut für den Großen Preis von Südafrika zu qualifizieren.

## Statistik

### Statistik in der Automobil-Weltmeisterschaft
Diese Statistik umfasst alle Teilnahmen des Fahrers an der Automobil-Weltmeisterschaft, die heutzutage als Formel-1-Weltmeisterschaft bezeichnet wird.

#### Gesamtübersicht
| Saison | Team            | Chassis  | Motor         | Rennen | Siege | Zweiter | Dritter | Poles | schn. Rennrunden | Punkte | WM-Pos. |
| ------ | --------------- | -------- | ------------- | ------ | ----- | ------- | ------- | ----- | ---------------- | ------ | ------- |
| 1962   | Neville Lederle | Lotus 21 | Climax 1.5 L4 | 1      | −     | −       | −       | −     | −                | 1      | 18.     |
| Gesamt | Gesamt          | Gesamt   | Gesamt        | 1      | −     | −       | −       | −     | −                | 1      |         |

#### Einzelergebnisse
| Saison | 1 | 2 | 3 | 4 | 5 | 6 | 7 | 8 | 9   | 10 |
| ------ | - | - | - | - | - | - | - | - | --- | -- |
| 1962   |   |   |   |   |   |   |   |   |     |    |
|        |   |   |   |   |   |   |   | 6 |     |    |
| 1963   |   |   |   |   |   |   |   |   |     |    |
|        |   |   |   |   |   |   |   |   | DNA |    |
| 1965   |   |   |   |   |   |   |   |   |     |    |
| DNQ    |   |   |   |   |   |   |   |   |     |    |

| Legende  | Legende            | Legende                                                          |
| Farbe    | Abkürzung          | Bedeutung                                                        |
| -------- | ------------------ | ---------------------------------------------------------------- |
| Gold     | –                  | Sieg                                                             |
| Silber   | –                  | 2. Platz                                                         |
| Bronze   | –                  | 3. Platz                                                         |
| Grün     | –                  | Platzierung in den Punkten                                       |
| Blau     | –                  | Klassifiziert außerhalb der Punkteränge                          |
| Violett  | DNF                | Rennen nicht beendet (did not finish)                            |
| Violett  | NC                 | nicht klassifiziert (not classified)                             |
| Rot      | DNQ                | nicht qualifiziert (did not qualify)                             |
| Rot      | DNPQ               | in Vorqualifikation gescheitert (did not pre-qualify)            |
| Schwarz  | DSQ                | disqualifiziert (disqualified)                                   |
| Weiß     | DNS                | nicht am Start (did not start)                                   |
| Weiß     | WD                 | zurückgezogen (withdrawn)                                        |
| Hellblau | PO                 | nur am Training teilgenommen (practiced only)                    |
| Hellblau | TD                 | Freitags-Testfahrer (test driver)                                |
| ohne     | DNP                | nicht am Training teilgenommen (did not practice)                |
| ohne     | INJ                | verletzt oder krank (injured)                                    |
| ohne     | EX                 | ausgeschlossen (excluded)                                        |
| ohne     | DNA                | nicht erschienen (did not arrive)                                |
| ohne     | C                  | Rennen abgesagt (cancelled)                                      |
| ohne     | keine WM-Teilnahme |                                                                  |
| sonstige | P/fett             | Pole-Position                                                    |
| sonstige | 1/2/3/4/5/6/7/8    | Punktplatzierung im Sprint-/Qualifikationsrennen                 |
| sonstige | SR/kursiv          | Schnellste Rennrunde                                             |
| sonstige | *                  | nicht im Ziel, aufgrund der zurückgelegten Distanz aber gewertet |
| sonstige | ()                 | Streichresultate                                                 |
| sonstige | unterstrichen      | Führender in der Gesamtwertung                                   |